# Mirko Malez
Mirko Malez (Ivanec, 5. studenoga 1924. -  Zagreb, 23. kolovoza 1990.), hrvatski geolog, speleolog i paleontolog. Poznat je kao pionir hrvatske speleoarheologije.

## Životopis
Gimnaziju je završio u Varaždinu 1948. godine. Godine 1953. diplomirao je na studiju geoznanosti na zagrebačkom Prirodoslovno-matematičkom fakultetu, Na istom fakultetu je doktorirao 1963. godine. Iste godine počinje raditi u Geološko-paleontološkoj zbirci kao asistent akademika Marijana Salopeka i u Zavodu za paleontologiju i geologiju kvartara (tadašnji Laboratorij za krš JAZU). Godine 1968. postao je dopisni član JAZU, a od 1979. bio je redoviti član. Dopisnim članom Austrijske akademije znanosti postao je 1989. godine. Radio je i kao predavač na Prirodoslovno-matematičkom fakultetu.
Iza sebe je ostavio više od 430 radova koji govore o geologiji, speleologiji, fosilnom čovjeku, materijalnim kulturama paleolitika i mezolitika, i dr.